# 聖殿大道 (照片)

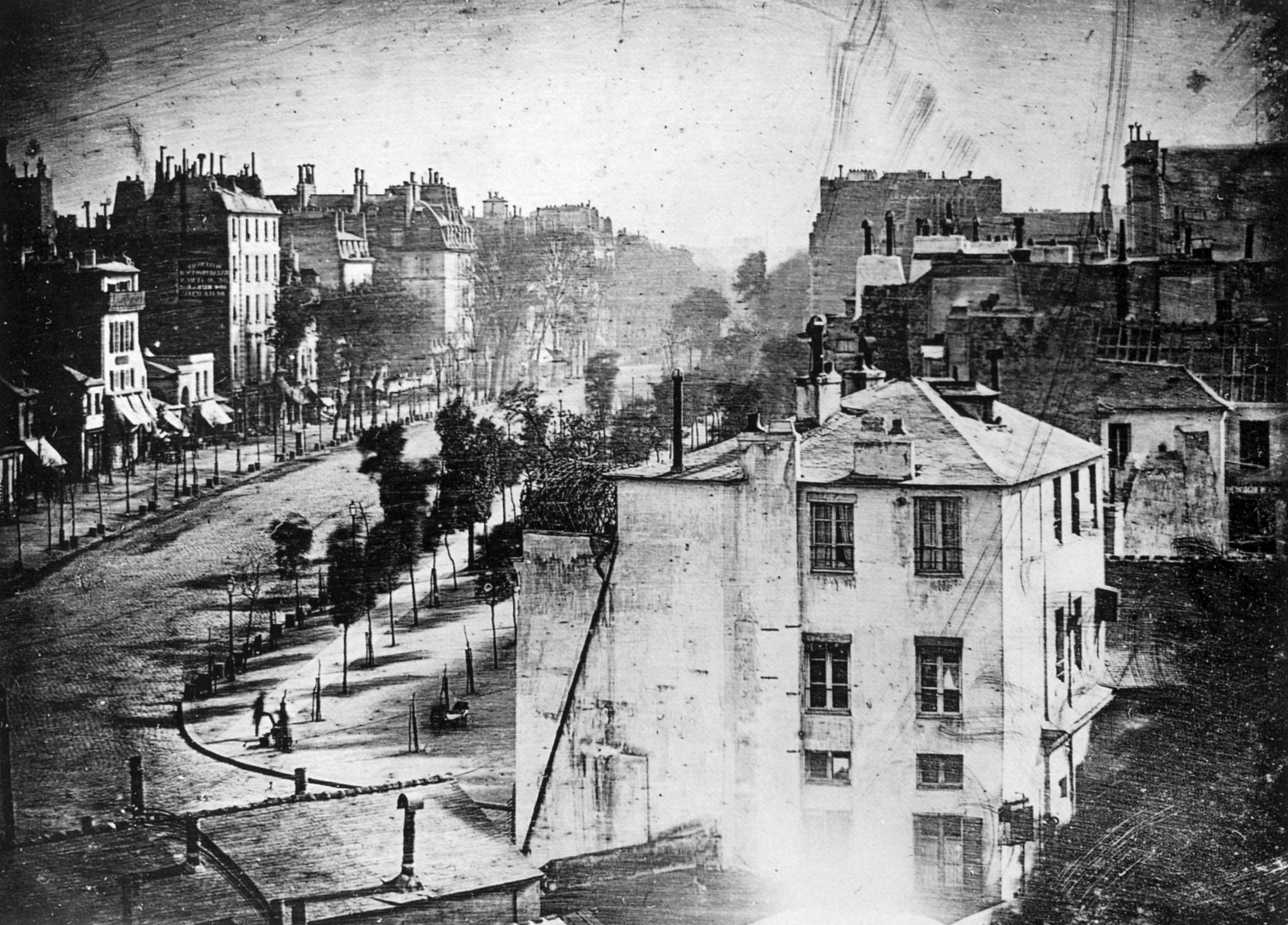
上午8時拍攝的《聖殿大道》。

《聖殿大道》是一張於1838年（一說為1837年）於法國巴黎圣殿大道所拍攝的一張照片，這是由路易·达盖尔製作，也是目前保存最早的银版摄影法影像之一。這張照片看似是一條空無一人的街道，但被廣泛認為是首個包含人類圖像的照片。

## 銀版照相法

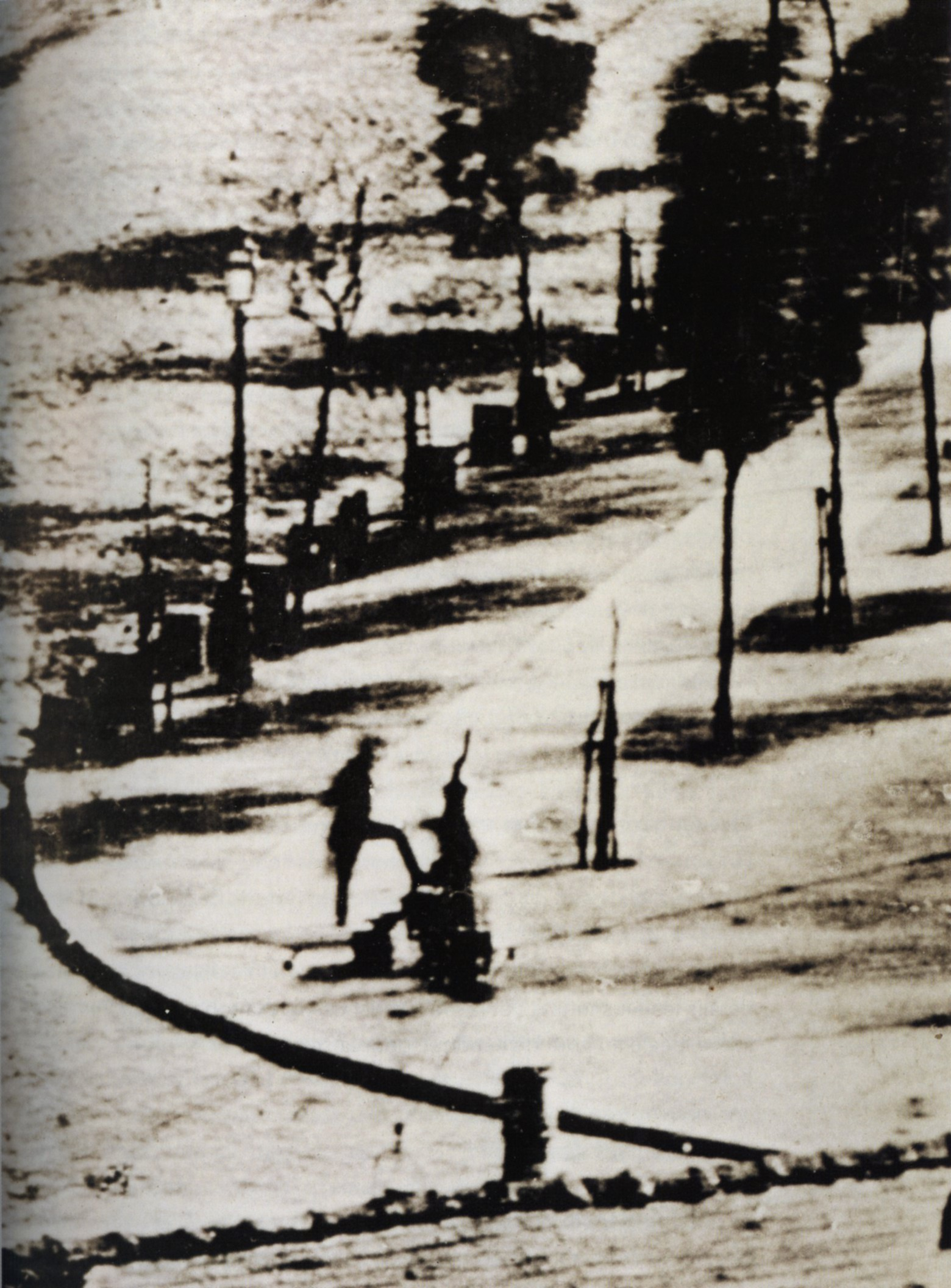
照片中出現的人物裁切特寫圖。

歷史上最早已知的照片是約瑟夫·尼塞福爾·涅普斯於1826年2月9日所拍攝的《在勒格拉的窗外景色》，並使用長達八小時曝光時間的日光攝影法，然而該方法只能拍摄靜止的物體。到了1838年，達蓋爾改進方法，將攝影的曝光時間縮短到四至五分鐘，從而能夠拍摄移動中的物體。
照片是在1837年或1838年的4月24日至5月4日期間的上午8點拍攝的，地點位於今共和廣場後方馬雷街5號的達蓋爾工作室的窗戶旁，與達蓋爾的全息畫相鄰。當時共和國廣場尚未建成，該位置現在是圣殿市郊路與共和國廣場的交匯處。達蓋爾當天還拍攝了另外兩張照片，一張是在正午拍攝的，今仍保存下來，另一張是在傍晚拍攝的，但後來遺失了。
這張銀板照的尺寸約為13×16公分。儘管聖殿大道當時可能有許多人和馬匹經過，但由於曝光時間需要四到五分鐘，照片最終只記錄下了兩個靜止不動的人——「一位擦鞋匠和他的顧客」，位於照片左下角的街角。這些人物成為了攝影史上首次被記錄的人類影像。

## 出版及展覽

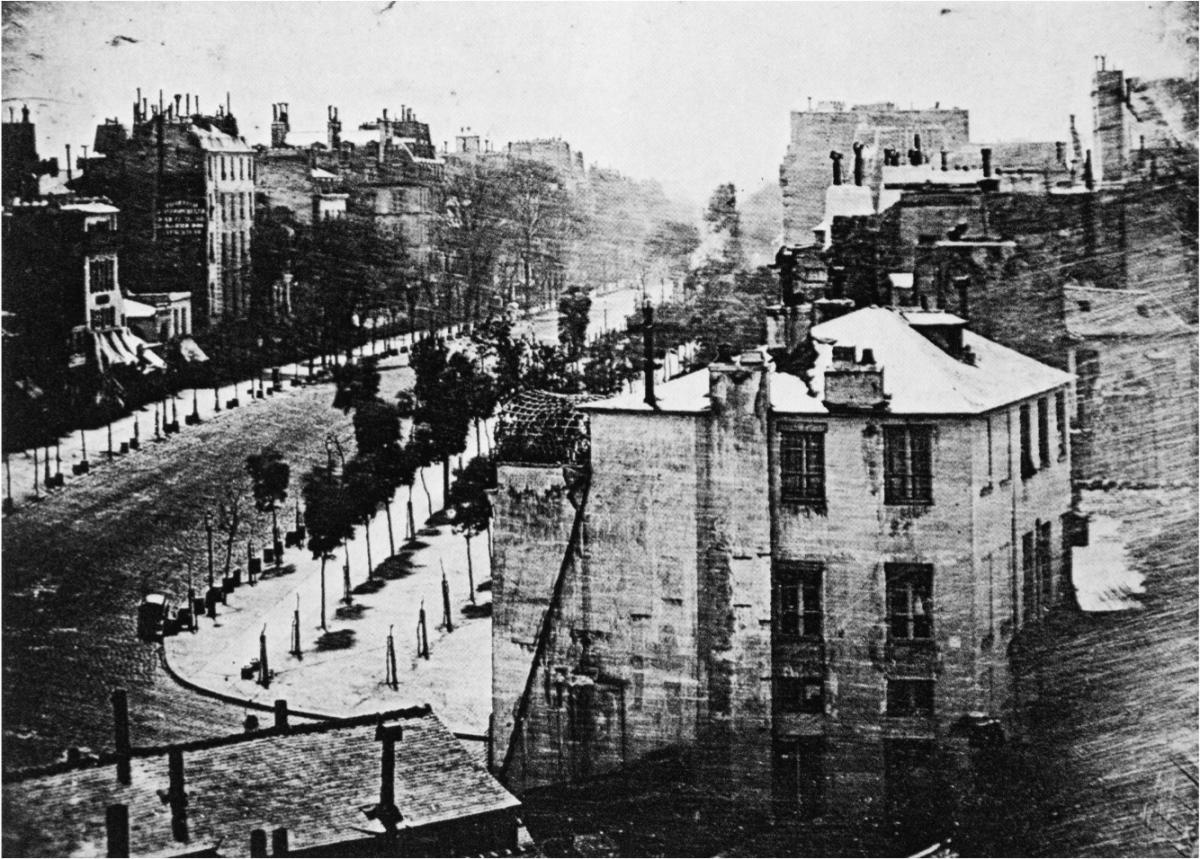
拍攝於中午的第二張照片。

1839年1月，達蓋爾首次向法国科学院公開宣布了他的發明。然而到了3月初，他的工作室遭遇了一場火災。達蓋爾當時要求消防隊員專注於拯救他工作室相鄰的的實驗室。儘管工作室最後幾乎因祝融而摧毀，但達蓋爾的達格埃羅型設備、照片、文件和家庭用品在挽救下得以保存。據報道，他的實驗筆記本在火災後十天才被發現。然而，目前只有25張達蓋爾親自拍攝的照片留存下來。
同年3月，達蓋爾在他的工作室向萨缪尔·摩尔斯展示了這張照片。摩斯隨後在一封信中描述了這次見聞，該信於1839年4月在《紐約時報》上發表。 為了進一步宣傳達蓋爾的作品，1839年10月，達蓋爾向巴伐利亚国王路德維希一世展示了一幅裝裱三聯畫，其中這張照片作為右側的圖像。這張照片標註為上午八點拍攝，而左側面板上的照片標註為中午拍攝。這幅三聯畫在慕尼黑藝術協會展出，並立即引起了廣泛關注。
這些照片原本存放在皇宮，後來移至巴伐利亞國家博物館的檔案館，逐漸磨損。1936或1937年，美國攝影史學家博蒙特·紐哈爾在紐約重新發現了它們，並製作了複製品進行展示。1949年，紐哈爾在他的著作《從1839年至今的攝影史》中公佈了這些照片。第二次世界大戰期間，原始的底片在惡劣條件下保存，直到1970年它們被借給慕尼黑市立博物館。修復嘗試結果不佳，導致了災難性的後果。從那時起，所有原始底片的複製品均是基於紐哈爾的複製品所製作的。

## 分析

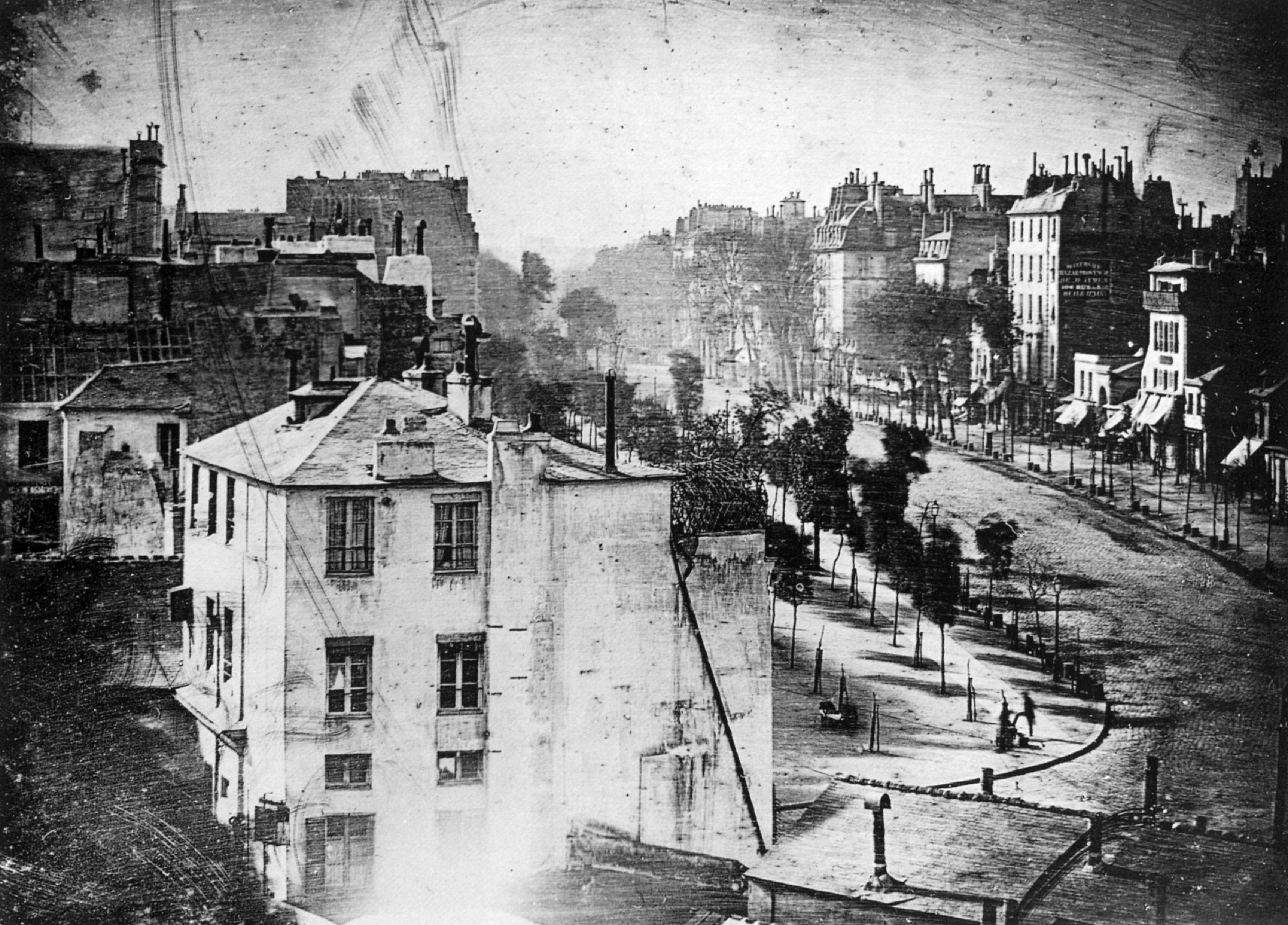
經反轉的實質地點圖像。

許多學者曾對這張照片進行了仔細檢查，試圖發現其他人類活動的痕跡。有人認為照片中可能隱約出現了其他人影和一匹馬，以及一個孩子從窗外張望的模糊形象。而如同達蓋爾的所有銀板照片一樣，這張圖片也是鏡像的。鑑於此特點，照片拍攝時攝影機的位置和角度已經被詳細分析。
然而在1838年之前可能已經存在人類的照片。赫皮奧特·巴亞爾曾聲稱他在1837年拍攝了一張自己的照片，但這些照片沒有保存下來。在一張可能由達蓋爾早在1836年拍攝的新橋的照片中，可以看到一兩個人躺在地上。一張歸因於達蓋爾的人像銀板照可能可追溯至1837年。而美國攝影師羅伯特·科尼利厄斯的自拍照則是在1839年拍攝的。

## 另見
- 攝影史（英语：History of photography）
- 攝影鏡頭設計的歷史（英语：History of photographic lens design）